# Jealousy (Status Quo)
Jealousy è una canzone del gruppo musicale britannico Status Quo, presente nell'album 1+9+8+2 = XX. Il brano fu pubblicato nel 1982 con scarso successo come singolo (con I Love Rock And Roll come lato b) in alcuni paesi europei.